# Isolation vestimentaire
 (janvier 2024).
L'isolation vestimentaire est l'isolation thermique que procurent les vêtements.
Un des rôles des vêtements est en effet de protéger des intempéries, et notamment du froid. Ils sont également utiles pour se protéger du chaud, notamment pour les professions liées au feu (métallurgie, pompiers).

## Mécanismes d'isolation
Il y a trois modes de transfert thermique : la conduction (échanges de chaleur par contact), la convection (mélange d'advection et de diffusion) et le rayonnement.
Afin de limiter les pertes (ou les gains) d'énergie thermique il est nécessaire de limiter ces trois modes de transfert.
L'air a une très faible conductivité thermique, mais par contre, il est très mobile. Il y a donc deux éléments essentiels dans la protection contre le froid :
- couper le vent, pour l'empêcher de chasser la couche d'air chaud que l'on s'est constituée ;
- maintenir une couche d'air immobile, en la piégeant par des fils (laine, fourrure, pilosité naturelle, etc.).

Un troisième élément est l'humidité. En effet, l'eau est un bon conducteur thermique (il est utilisé comme fluide caloporteur et pour refroidir les brûlures). Lorsque les vêtements sont mouillés — par la transpiration, par la pluie, par une immersion —, l'eau va remplacer l'air entre les fils du vêtement et il se produit des fuites par conduction.
L'isolation thermique est donc optimale avec trois couches de vêtements :
- une couche près du corps, pour l'hygiène (se change plus fréquemment que le reste des vêtements), et dont le rôle est d'évacuer la transpiration, afin qu'elle ne reste pas au contact de la peau ;
- une couche extérieure à maillage fin, coupe-vent, en général fine ; s'il y a un risque d'intempérie, c'est idéalement un vêtement imperméable, l'idéal étant un textile arrêtant les gouttes d'eau mais laissant passer la vapeur d'eau, ce qui permet d'évacuer la sueur (par exemple une membrane dite respirante) ; l’idéal est que le vêtement ait une faible émissivité thermique (aspect métallisé des combinaisons des volcanologues) ;
- entre les deux, une couche « épaisse » qui piège de l'air et empêche le contact entre la peau et la couche coupe-vent (celle-ci étant fine, elle prend vite la température de l'extérieur).

Les trois couches d'air entre la peau et les vêtements jouent aussi un rôle d'isolation. Ainsi, si les vêtements sont serrés (par exemple par les sangles d'un sac à dos), l'isolation est moins bonne à ces endroits.

## Unités
Le clo est une unité mesurant l'isolation thermique utilisée pour les vêtements (clothes en anglais).
1 clo = 0,155 m2 K W−1
C'est l'isolation qui permet à une personne au repos de maintenir l'équilibre thermique dans une atmosphère à 21 °C. Au-dessus, la personne transpire, en dessous, elle ressent le froid.
On utilise aussi le tog :
- 1 tog = 0,1 m2 K W−1 ≈ 0,645 clo ;
- 1 clo = 1,55 tog.

Le mot « tog » est un mot d'argot anglais, l'équivalent de « fringue ». Il provient du néerlandais Tuig et de l'allemand Tög.

## Données
Une personne produit de la chaleur par son métabolisme. Lors de la contraction d'un muscle, environ 25 % de l'énergie sert au mouvement (énergie mécanique) et 75 % est transformé en chaleur, avec une puissance P par unité de surface corporelle d'environ :
- 60 W/m2 au repos ;
- 120 W/m2 pour une marche lente ;
- 180 W/m2 pour une marche rapide.

Les fuites de chaleur sont proportionnelles à la différence entre la température du corps et la température extérieure.

## Température d'équilibre thermique
La température d'ambiance T à laquelle le corps est à l'équilibre thermique dépend de la puissance P produite par le corps et de l'isolation R. La formule empirique, en °C, est :
{\displaystyle T=31\,{\text{°C}}-P\cdot R}, en unités internationales.
Si R est en clo, la formule devient :
{\displaystyle T=31\,{\text{°C}}-0,155\cdot P\cdot R}.

## Quelques exemples

### Isolation des vêtements
- Tenue d'été short et torse nu : 0,4 clo.
- Tenue de ski : 2 clo.
- Équipement polaire léger : 3 clo.
- Équipement polaire lourd : 4 clo.
- Duvet polaire : 8 clo.

### Température d'équilibre
- Personne en tenue d'été au repos (P = 60 W/m2, R = 0,4 clo) : T = 27 °C.
- Équipement polaire lourd au repos (P = 60 W/m2, R = 4 clo) : T = −6 °C.
- Marche lente en équipement polaire léger (P = 120 W/m2, R = 3 clo) : T = −25 °C.
- Sommeil dans un duvet polaire (P = 48 W/m2, R = 8 clo) : T = −28 °C.
- Marche rapide en équipement polaire lourd (P = 180 W/m2, R = 4 clo) : T = −80 °C.